# لی دیکسون
لی دیکسون (به انگلیسی: Lee Dixon) بازیکن فوتبال زادهٔ ۱۷ مارس ۱۹۶۴ اهل کشور انگلستان بود که سابقهٔ بازی در تیم ملی فوتبال انگلستان را در کارنامهٔ خود دارد. وی در تاریخ ۲۵ آوریل ۱۹۹۰ نخستین بازی ملی خود را در مقابل تیم ملی فوتبال چکسلواکی انجام داد و با حضور در ۲۲ بازی ملی، در تاریخ ۱۰ فوریه ۱۹۹۹ واپسین بازی ملی‌اش را در برابر تیم ملی فوتبال فرانسه برگزار کرد.
این بازیکن توانسته در بازی‌های ملی، ۱ گل به ثمر برساند.